# Isaac Abendana
Isaac Abendana (Espanha, c. 1640 — Londres, 1699) foi o irmão mais novo de Jacob Abendana, e tornou-se hakham (sábio) da Sinagoga dos Espanhóis e Portugueses em Londres depois da morte de seu irmão.

## Biografia
Tendo vivido em Hamburgo e Leida, onde estudou medicina, Abendana se estabeleceu na Inglaterra antes de seu irmão, em 1662, e lá se tornou professor de hebraico na Universidade de Oxford. Anteriormente a isto, esteve na Universidade de Cambridge, onde consta nos livros de contabilidade do Trinity College que um "Abendana, o Judeu" (presumivelmente Isaac) recebeu do colégio seis libras por ano, durante os anos de 1664 a 1666. Ensinou hebraico e rabínico para qualquer um que quisesse pagar por seus serviços, mas ele não era o titular de uma cadeira na universidade.
Os pagamentos feitos pelo Trinity College e pelos alunos particulares parecem não terem fornecido fundos suficientes para ele, e em 1671 Abendana fez uma tradução inédita em latim da Mishná, que vendeu para a universidade; e, aparentemente, quando este trabalho foi concluído, deixou Cambridge e foi para Oxford. Lá foi muito bem recebido pelo presidente do Hertford College, a quem dedicou os calendários judaicos publicados em 1695, 1696 e, posteriores.
Além desses calendários e da tradução latina da Mishná (cujo manuscrito se encontra na Biblioteca da Universidade de Cambridge e é composto por seis volumes), Abendana escreveu uma obra abrangente, intitulada "Discourses on the Ecclesiastical and Civil Polity of the Jews" (1706). Este trabalho é uma elaboração dos ensaios já iniciados nos calendários. Assim como fez seu irmão, Abendana se correspondeu com vários estudiosos cristãos do seu tempo; e ainda existem duas cartas endereçadas a Buxtorf, o Jovem, em hebraico e latim, respectivamente.